# Helge Ingstad
 Der er for få eller ingen kildehenvisninger i denne artikel, hvilket er et problem. Du kan hjælpe ved at angive troværdige kilder til de påstande, som fremføres i artiklen.

Helge Marcus Ingstad (født 30. december 1899 i Meråker, død 29. marts 2001 ved Diakonhjemmet i Oslo) var en norsk jurist, forfatter og arkæolog. Han er bl.a. kendt for sammen med sin hustru, Anne Stine Ingstad, at have opdage vikingebosættelsen ved L'Anse aux Meadows i Canada, hvilket er blevet brugt som nogle af de tidlige fysiske beviser på Nordboernes kolonisering af Nordamerika

## Opvækst og pelsjægerliv
Ingstad var søn af tidligere stadsingeniør i Tromsø, fabrikbestyrer i Kopperå, Olav Ingstad og hustru Olga Marie Qvam fra Tromsø. Han var bror til dragthistorikeren Gunvor Ingstad Trætteberg og diplomaten Kaare Ingstad. Familien flyttede til Bærum i 1902 og videre til Bergen i 1905. I 1911 begyndte Ingstad som elev på mellemskolen ved Bergen katedralskole, og senere gik han på gymnasiet ved samme skole. Efter at have uddannet sig til cand. jur. i 1922 praktiserede han først som sorenskriverfuldmægtig og senere sagfører i Levanger. I 1925 solgte han praksissen. Fra februar til oktober 1926 opholdt han sig i Frankrig. Derefter rejste han til Canada for at leve som pelsjæger. Der opholdt han sig i fire år. Ved hjemkomsten vandt han hurtigt berømmelse for debutbogen Pelsjegerliv blant Nord-Kanadas indianere (1931).

## Tjeneste som amtmand
Da Ingstad vendte hjem fra Canada var grønlandssagen under opsejling. Stærke kræfter i Norge mente at man havde folkeretslig baggrun for at lægge Østgrønland under norsk myndighed. I 1931 hejste fangstmanden, cand.oecon. Hallvard Devold det norske flag ved radiostationen i Myggebugten, støttet af en stærk national aktionsgruppe. Devold havde siden 1930 haft norsk politimyndighed på Østgrønland. Regeringen blev presset til at følge op på okkupationen, og der måtte skaffes en officiel repræsentant på stedet. Valget faldt på Ingstad, som var jurist og havde erfaring fra arktiske egne, og han blev officielt sat ind som amtmand for Østgrønland. Det var han frem til 1933, da den internationale domstol i Haag gav Danmark ret til hele Grønland. Opholdet på Grønland resulterede i bogen Øst for den store bræ, som udkom i 1935.
Da var Ingstad igen blevet amtmand, denne gang på Svalbard, hvor han var i perioden 1933-35. Her begyndte han arbejdet med manuskriptet til Landet med de kolde kyster, som udkom først i 1948. Da havde Ingstad været på ekspedition til apacherne i New Mexico, på jagt efter Geronimos tabte stamme, fra 1936-38. Han var på en tilsvarende ekspedition til Nunamiut, inuitterne i Nord-Alaska 1949-50.

## Tjenestemand i Røde Kors
Under felttoget i Norge i april-mai 1940 gjorde Ingstad tjeneste ved Røde Kors, og han undersøgte senere befolkningen i Nord-Norge og deres behov for materiel hjælp. For rapporten blev han tildelt Norges Røde Kors’ hæderstegn. Mod slutningen af krigen fik han opgaven med at organisere Røde Kors’ arbejde på at hente norske og danske fanger ud af de tyske koncentrationslejrene. Men tyskerne nægtede at forholde sig til norske statsborgre i dette arbejde, og opgaven blev derfor i stedet givet til den svenske greve, Folke Bernadotte. Under opgøret med landsforræderne var han juridisk rådgiver for byretten i Lillehammer.

## Til Vinland
Efter krigen var han en kort periode igen amtmand på Svalbard, før han genoptog de studier, som havde ligget bag Landet med de kalde kyster. Han havde giftet sig med arkæologistudenten Anne Stine Moe i 1941, og sammen begyndte de at gennemgå sagatekster og arkæologisk materiale fra arktis grundigt. Under dette arbeide stødte han på en hypotese, som var fremsat af den svenske filolog Sven Söderberg, om at præfikset vín- i Vinland ikke nødvendigvis havde med drikkevaren at gøre, men snarere med det norrøne vín i betydningen eng, jordstykke, græsmark, som i det gamle navn for Bergen, «Bjørgvin». Magnus Olsen støttede ham, og Ingstad ville på den baggrund forsøge at opspore Vinland i områderne ved de nordatlantiske kyster. (Se diskussion om stednavnet i artiklen Vinland)
Etter flere års arbejde med de norrøne bosættelser i Vest-Grønland begyndte Ingstad at søge Vinland langs den nordkanadiske kyst. I 1960 kom han til L'Anse aux Meadows på nordspidsen af Newfoundland og blev vist nogle hustomter, som han mente kunne minde om nogle lignende, han havde set i Grønland. Fra 1961 til 1968 blev der gennemført arkæologiske undersøgelser på stedet, under ledelse af Anne Stine Ingstad. En række Kulstof 14-dateringer fastlagde, at anlægget er fra ca. 1000 e.Kr. (mellem 975-1020). Desuden blev det fundet et spindehjul af fedtsten og en ringnål af bronze, begge af umiskendeligt skandinavisk ophav.
Ægteparret Ingstad fik til at begynde med langt fra fuldstændig støtte til resultaterne. Men National Geographic Society gav dem støtte, og modstanden gik langsomt i sig selv. I dag er tomterne ved L’Anse aux Meadows anerkendt som norrøne, og de er nå opført på UNESCOs liste over verdens kulturarv.
Deres datter er professor Benedicte Ingstad, som forsker i medicinsk antropologi.

## Udmærkelser
Ingstad modtog et statsstipendium fra 1970. Han engagerede sig stærkt i naturbeskyttelsessagen, og var blandt de mest profilerede deltagere i Alta-konflikten i 1981. Han var også en meget aktiv modstander mod EU (den gang EEC) under afstemningen i 1972.
Ingstad blev udnævnt til ridder af 1.klasse af St. Olavs Orden i 1965, kommandør af samme i 1970, og han fik storkorset af samme i 1991. Han var også ridder af den svenske Vasaorden. Han var æresdoktor ved universiteterne i Oslo og Bergen, Memorial University i St.Johns, Newfoundland, St.Olaf College i Minnesota og en række andre universiteter i Nordamerika. I 1965 blev han tildelt Fridtjof Nansen-medaljen fra Universitetet i Oslo, The Franklin L. Burr Award fra The National Geographic Society og i 1991 The Patron Medal fra Royal Geographic Society og også senere en række andre udmærkelser. Han var desuden æresmedlem af Det Norske Videnskabakademi, Det norske Geografiske Selskab og af Explorer’s Club i New York.
I Alaska har Ingstad fået det 1.461 meter høje bjerg, Ingstad Mountain, i Brooks-kæden opkaldt efter sig. Navnet blev foreslået af repræsentanter for Nunamiut-stammen i taknemlighed overfor det, nordmanden havde gjort. Det blev officielt godkendt af US Board on Geographic Names den 17. april 2006. I Canada har Ingstad fået floden Ingstad Creek, som udløber i Snowdrift River, opkaldt efter sig. Asteroiden 8993 Ingstad er også opkaldt efter ham. I 2009 blev fregatten, «Helge Ingstad», sat i marinens tjeneste. Efter et forlis den 8. november 2018 sank skibet, og selv om det blev hævet og nødtørftigt istandsat, har man dog besluttet, det ikke skal taget i brug mere.

## Eksterne links
- «Nordmann får fjell i Alaska oppkalt efter seg», Dagbladet 5. september 2006
- Kort biografi om Helge Ingstad Arkiveret 25. oktober 2019 hos  Wayback Machine, Norsk Polarhistorie